# Berceo
Berceo es un municipio situado en la comunidad autónoma de La Rioja (España). Está instalado en el valle del río Cárdenas y dentro de la comarca de Nájera, en La Rioja Alta y a 42 km (kilómetros) de Logroño.
Actualmente cuenta con 151 habitantes empadronados. Tiene una superficie de 15,27 km² (kilómetros cuadrados) y está situado a una altitud de 722 m s. n. m. (metros sobre el nivel del mar).
La economía de Berceo es eminentemente agrícola. Destacan los cultivos de cereales, patata y remolacha.

## Toponimia
El topónimo es la voz común castellana berceo o barceo (Stipa gigantea). Nótense otros topónimos del tipo Bercedo (Burgos), el colectivo en -edo usual en nombres de plantas, Bercial (Segovia), Bercial de Zapardiel, (Ávila), lugar poblado de berceos. El Bercial de San Rafael (Toledo) etc. Sin relación La Berciana (Méntrida, Toledo), Bercianos de Aliste (San Vicente de la Cabeza, Zamora), Bercianos de Vidriales, Zamora etc. que designa a los habitantes de El Bierzo.

## Situación
Berceo se encuentra a un kilómetro de los importantes Monasterio de San Millán de Suso y Monasterio de San Millán de Yuso, cuna de la lengua castellana y declarados patrimonio de la humanidad. A 15 km hacia el noroeste se encuentra Santo Domingo de la Calzada y a 15 km al noreste, la ciudad de Nájera. Ambas pertenecen a la ruta del Camino de Santiago.
Está enclavado entre los ríos Cárdenas y Tuerto.

## Medio natural
El entorno paisajístico de Berceo cuenta con 118 hectáreas de monte con hayedos, robles, encinas y pinos, setas y plantas medicinales y aromáticas como té, manzanilla, espliego, orégano y tomillo. En cuanto a la fauna destacan las especies siguientes: ciervos, corzos, zorros, jabalíes, conejos, perdices y codornices.

## Historia
En el siglo VII aparece la primera noticia documental del municipio de Berceo, en la vida de San Millán. San Millán, santo que da nombre al pueblo de al lado, nació en Berceo en el siglo VII. San Braulio, responsable de los primeros documentos hagiográficos acerca de la vida del santo, escribió sus crónicas. Además aquí nació el ilustre Gonzalo de Berceo, el primer poeta que escribió en el castellano del vulgo. 

## Geografía humana

### Demografía
Cuenta con una población de 138 habitantes (INE 2024).
| Gráfica de evolución demográfica de Berceo entre 1857 y 2021 |
| |
| Población de derecho según los censos de población del INE Población de hecho según los censos de población del INEEntre el censo de 1857 y el anterior, aparece este municipio porque se segrega del municipio 26130 (San Millán de la Cogolla) |

## Administración
| Periodo   | Nombre                       | Partido |
| --------- | ---------------------------- | ------- |
| 1979-1983 | José Alfonso Mendoza Alesón  | CD      |
| 1983-1987 | Florentino Fernández Hervías | PSOE    |
| 1987-1991 | Florentino Fernández Hervías | PSOE    |
| 1991-1995 | Luis M.ª Gómez Álvarez       | PP      |
| 1995-1999 | Luis Alesón Prado            | PSOE    |
| 1999-2003 | Jesús Mendoza Camprovín      | PSOE    |
| 2003-2007 | Jesús Mendoza Camprovín      | PSOE    |
| 2007-2011 | Jesús Mendoza Camprovín      | PSOE    |
| 2011-2015 | Jesús Mendoza Camprovín      | PSOE    |
| 2015-2019 | José Félix Aransay Azofra    | IU      |
| 2019-2023 | José Félix Aransay Azofra    | IU      |

| Distribución de concejales en el Ayuntamiento de Berceo (2019) | Distribución de concejales en el Ayuntamiento de Berceo (2019) |
| Partido político                                               | Concejales                                                     |
| -------------------------------------------------------------- | -------------------------------------------------------------- |
| Izquierda Unida-Partido Socialista Obrero Español (IU-PSOE)    | 4                                                              |
| Partido Popular (PP)                                           | 1                                                              |

## Patrimonio

### Iglesia parroquial de Santa Eulalia de Mérida

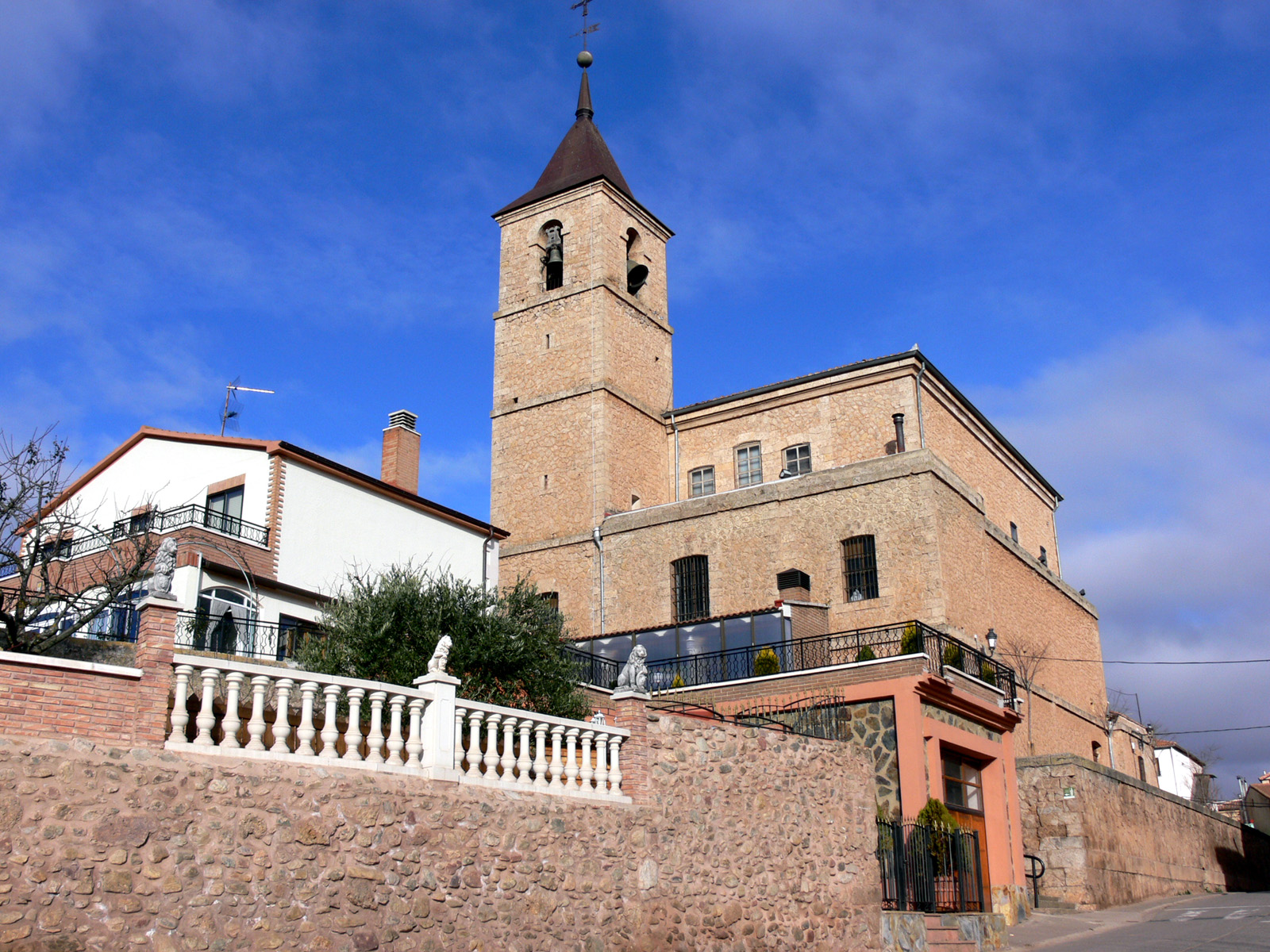
Iglesia de Santa Eulalia de Mérida

Fue construida en 1886 gracias a los donativos de un hijo del pueblo, Domingo Peña Villarejo. Terminadas las obras, se consagró y se dedicó para siempre al culto católico. Cabe destacar el retablo neoclásico de banco, cuerpo y ático con un lienzo en el que se halla representado el martirio de Santa Eulalia de Mérida, obra de Rafael de Benjumea. En realidad esta obra no representa a Santa Eulalia de Mérida, sino que el autor se equivocó y pintó a Santa Eulalia de Barcelona, que fue quemada viva, mientras que aquella fue lapidada por ser cristiana.

### Casa consistorial

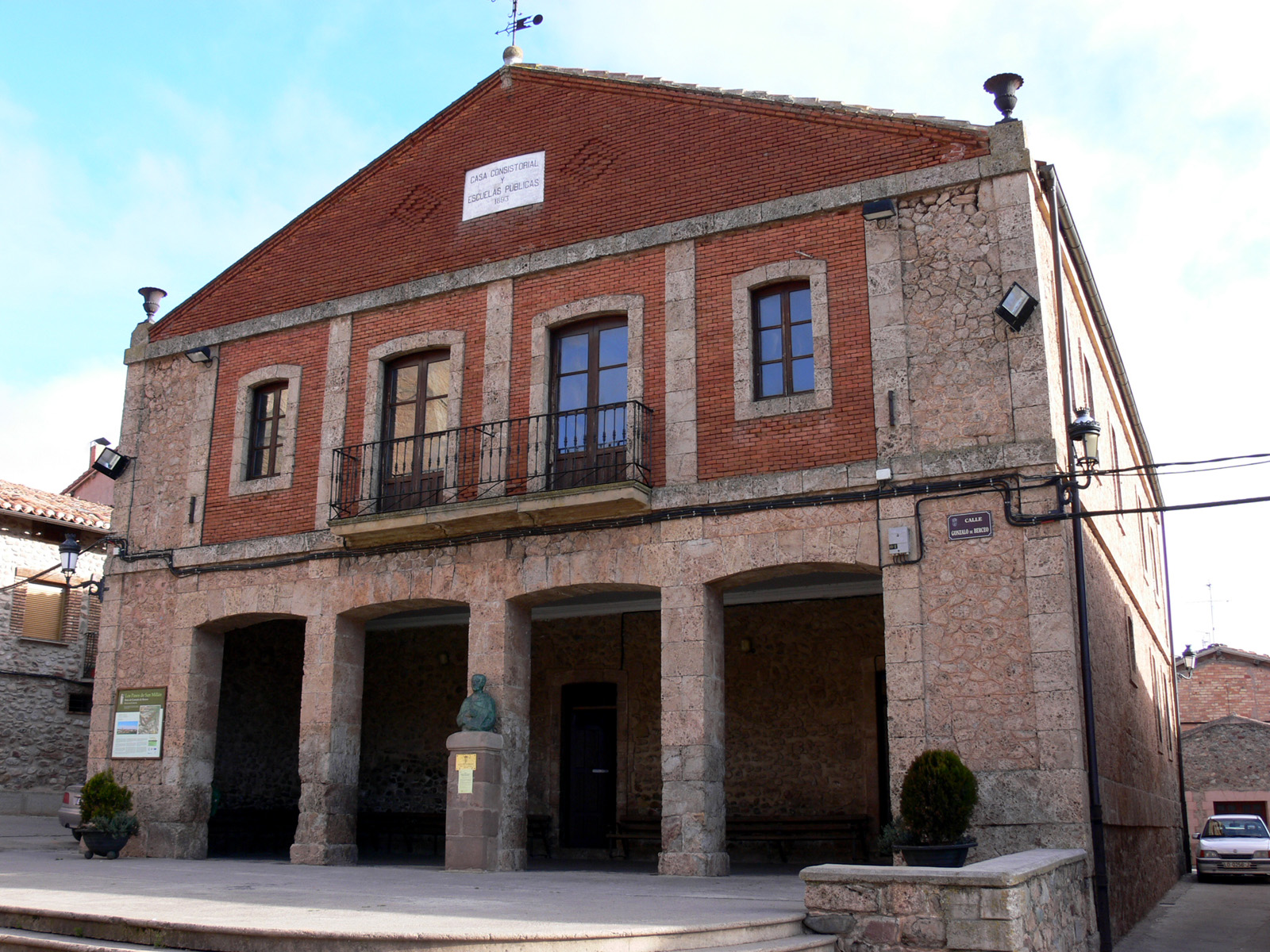
Casa consistorial y escuelas públicas

Construida en las mismas fechas que la iglesia (1893) y gracias a las aportaciones del mismo benefactor.

## Festividades
- El segundo domingo de octubre se celebra la octava en honor a San Millán.
- El 16 de septiembre se conmemora la fecha de la inauguración de la iglesia parroquial.
- El tercer domingo de mayo tiene lugar la romería al monasterio de Valvanera.
- El segundo sábado de junio se realiza La romería del Santo, tradición ancestral en la que solo los hombres suben a rezar y a pasar el día en los alrededores de la cueva donde vivió San Millán: el Santo.